# الأفراض
قالب:السويق في ذاكرة التاريخ
الأفراض سميت الأفراض بهذا الاسم راجع ألي قولين، فالقول الأول يقول: كانت ارض هذه المنطقة ـ وما زالت وفق ما هو مشاهد ألان ـ منطقة زراعية خصبة وغنية للغاية بالمزروعات الموسمية والحولية لذا كان الأهالي شغلهم الشاغل زراعة أرضها والاستفادة من خيراتها وكانت منطقة مشهورة بجودة مزروعاتها، فكان الأهالي يومياً بعضهم من يقوم بتقليب الأرض وبعضهم الأخر بإزالة الحشائش وبعضهم الأخر بضرب وتفتيت ما كان خشناً من تربة أرضها والذين كانوا يعرفوا بالرضاضين للجمع والمفرد منهم يطلقون عليه راض، وهكذا هم دواليك يومياً يقومون بخدمة أرضهم والعناية بها حتى انه في إحدى الأيام تجمع أكثر من ألف رجل كان عملهم الوحيد رض أي تفتيت ما اخشوشن من تربة الأرض التي يريدون استغلالها للزراعة.. فقال أحدهم: خرج اليوم من البلدة ألف راض... فسرى ذلك القول مثلا يضرب في تفاني أهالي هذه القرية والعمل على استصلاح الأرض وزراعتها ألي أن أصبح ذلك القول فيما بعد اسماً تعرف به المنطقة فاطلق عليها بالأفراض.
أما القول الثاني فيقول: إن هذه المنطقة كان يسقى أراضيها الزراعية فلجاً يسمى أفراض وكانت آثاره باقية في الجهة الجنوبية من المنطقة ألي عهد قريب إذ بعد انقطاعه عن الجريان وتعاقب السنون عليه اندثر وعملت الظروف الطبيعية على إزالة معالمه.. لذا أخذ الأهالي يطلقون على هذه المنطقة فيما بعد باسم ذلك الفلج بزيادة الألف والام فاطلق عليها بالأفراض... والله اعلم بالصواب.
يماثل هذه البلدة من جهة الاسم عدة مواضع لمسميات قرى تقع بولايات السلطنة الأخرى من بينها ولاية محضه.
لهذه المنطقة امتداد كبير فهي تمتد من على الساحل ألي جنوب الشارع العام بمسافة كبيرة، إضافة ألي أن الأجزاء الشرقية من حلة الوسطى كانت ضمن نطاق الافراض وهذا من الجهة الغربية، أما من الشرق فيصل امتدادها ألي وأدى بن حمدون المعروف، من أهم قراها وحللها، السمير والقلعة (قلعة المناورة) وحارة الماتم، والشريسة.. وغيرها 
(1) القلعة «قلعة المناورة»:
في الاصطلاح:
سميت هذه البلدة بقلعة المناورة نسبة ألي القلعة التي أقامتها قبيلة المناورة التي تقطن هذه البلدة بالتعاون مع القبائل الأخرى آنذاك، والقلعة هي عبارة عن تحصينات دفاعية يحتمي الأهالي بداخلها مع ما يملكون وذلك أثناء الحروب وإغارة القبائل على بعضها البعض وذلك في السابق القديم والتي يمكن مشاهده ما يماثلها في العشرات من قرى وحارات الولاية منها ما هو على شكل حصن ومنها ما هو على شكل سور أو برج وإلى ما هنالك من أشكال الدفاعاتالأخرى... وهذه البلدة قديمة جدا وبها مقبرة كبيرة يقال انه تم سلفها أي دفن الموتى بها على مرتين لذا فهي شاهد على قدم هذه البلدة، والقلعة التي أقامتها القبيلة بمساعدة القبائل الأخرى التي تشاركها الإقامة فيها لا يرى منها اليوم إلا كومة من التراب، إذ عوامل الطبيعة وتعاقب الأيام والأعوام عليها كانت عوامل هدامة لكيان القلعة، كما يوجد في البلدة شاهداً تراثياً أخر هو عبارة عن سور فيه بعض الأبراج الذي هو أيضاً آل ألي السقوط واصبح اليوم يرى منه بعض أنقاض لأحد أبراجه المتهاوية.
ويجدر بنا أن نشير ألي أن أهالي هذه البلدة كانوا يقطنون بلدة الغديرة ـ الخالية من السكان قبل سنوات قليلة، إلا أن الوضع بداء يتغير في الوقت الحاليـوالتي تقع في الجانب الجنوبي الغربي لبلدة السمير الحالية وهي غير غديرة منطقة ضيان بطبيعة الحال.... إذ كانوا يتخذون فيها بيوتا من سعف النخيل لإيوائهم إلا انهم قاموا ببناء مسجد لهم من الطين ما زالت بعض آثاره باقية إلى وقت قريب. إلا انه بعد فترة من الزمن قامت اسر الأجيال الحالية بالهجرة من قريتهم واستيطان هذه البلدة بعد أن قاموا ببناء قلعتهم التي عرفت بهم وعرفوا بها فيما بعد حتى ألان.
ويطلق على هذه البلدة إضافة ألي القلعة عدة أسماء منها سور المناورة وفريق المناورة كما يطلق عليها في اغلب الأحيان الافراض وهو اسم يطلق على عدة أمكنة في المنطقة كالأفراض الشرقية، تبعد عن مركز الولاية بحوالي2 كيلو ونصف الكيلو ألي الشرق الجنوبي، تحدها من الشمال حارة الماتم ومن الجنوب السمير ومن الغرب بلدة الوسطى ومن الشرق الفاو.
يماثل هذه البلدة في الاسم الأول عدة قرى من قرى ولايات السلطنة كقلعة العوامر بولاية ازكي، وقلعة ولاية الحمراء، والقلعة إحدى قرى مدينة مطرح ومدينة السيب وحيل الغاف بمحافظة مسقط والقلعة هي ايضاً إحدى القرى بولاية الخابورة والتي أوردها الكاتب الإنجليزي لوريمر في مؤلفه دليل الخليج حيث قال عنها:«القلعة إحدى قرى وادي الصرمي وتقع على مسيرة ساعة جنوب السخيات وهي تقع على الضفة اليمنى للمتجه من الوادي ألي الباطنة..».
(2) السمير:
في الاصطلاح: ـ
العرب دائما تصغرالشيء الكبير أو ذو العدد الكثير ويطلقون عليه اسماً مصغراً فمع أن الولاية تشتهر بعدد أسواقها الكثيرة إلا انه أطلق عليها بالسويق. والسويق كما نعرف هي تصغير لكلمة سوق وهكذا نجدهم يطلقون على هذه البلدة باسم السمير وهي تصغير للسمر، والسمر هو اسم لنوع من الأشجار يكثر تواجده في عمان وخاصة في منطقة الباطنة وهي شجرة تتميز بجودة أخشابها إذ تستخدم في طهي الطعام والتدفئة... ولكثرة وجود شجرة السمر في هذه البلدة بكميات كبيرة والتي تشكل غابة كثيفة مترابطة من هذا النوع من الأشجار التي لا تكاد تخالطها أشجار من نوع أخرى قام الأهالي وأطلقوا عليها بالسمير دلالة على كثرة وجود شجرة السمر بها.
تقع على الشارع العام مسقط ــ صحار يحدها من الشمال الافراض (قلعة المناورة) ومن الجنوب الغديرة ومن الغرب بطحاء هلال ومن الشرق الجنوبي المساكن الاجتماعية، من أشهر أوديتها وادي السيد..
يماثل هذه البلدة من جهة الاسم عدة مواضع لمسميات قرى تقع بولايات السلطنة الأخرى من بينها السمير الشرقية والسمير الغربية بولاية قريات التابعة لمحافظة مسقط.
(3) حارة الماتم:
هذه البلدة اغلب سكانها عجم والمفرد من هذه القبيلة العجمي، تحدها من الشرق والشمال بلدة الهندية ومن الغرب الوسطى ومن الجنوب قلعة المناورة، تبعد عن مركز الولاية بحوالي 2 كيلومتر ألي الشرق الجنوبي منها.
(4) الهندية:
في الاصطلاح:
سميت هذه القرية بهذا الاسم نسبة ألي امرأة كان اسمها هندية، إذ أنها كانت ذات مكانة بين الناس ولها نصيب من المحبة تكنها قلوبهم تجاهها لما لها من المواقف الإنسانية والأعمال الخيرية التي كانت تقوم بها وبعد وفاتها وتخليدا لذكراها ارتئي أهالي هذه البلدة أن يقوموا بإطلاق اسم هذه المرأة على بلدتهم فأضافوا لاسمها الألف والام فأصبحت تعرف بالهندية، وقيل غير ذلك.
وهي بلدة قديمة جدا كما ذكر لّي حيث كان الأهالي يسكنون المناطق الجنوبية منها وليس كما هو واضح ألان إذ انهم انتقلوا ألي الموضع الحالي أوائل القرن الفائت، والهندية هي إحدى القرى التابعة لمدينة كربلاء في الجمهورية العراقية كما أنها إحدى القرى الواقعة بين مكة المكرمة والمدينة المنورة بالمملكة العربية السعودية.
تحدها من الشرق بلدة الحضيب ومن الشمال الشريسة ومن الجنوب حارة الماتم ومن الغرب حلة الوسطى، يعمل الأهالي هنا في زراعة أراضيها الزراعية وخاصة المنطقة الجنوبية منها رغم مائها المالح المائل للمرورة وخاصة في أجزائها الشمالية.
كما ان البلدة تتبع لها حارات أخرى غير ما ذكرنا وهي (الشريسة الغربية والشريسة الشرقية والحضيب)

## الوصلات الخارجية
- المركز الوطني للإحصاء والمعلومات، سلطنة عمان